# 雲南・大理遠征
雲南・大理遠征（うんなん・だいりえんせい）は、1253年から1254年に亘ってモンゴル帝国が大理国に対して行った征服戦争。第四代皇帝（カアン）のモンケの治下に行われたクビライの南征の一環として行われ、南征軍の総司令官でもあるクビライが指揮をとった。

## 背景
1251年モンゴル帝国でモンケが即位するとモンケ政権は東西への二大遠征を企画し、実弟であるクビライとフレグをそれぞれ東アジア方面と西アジア方面への遠征の総司令官に任命した。
東アジア遠征最大の目標である南宋侵攻を企画する上で、クビライは性急な決戦を避け長期戦に持ち込むことを考えていた。そのため、まず大理国を屈服させることで南宋を孤立させることを狙い、南宋侵攻の第一段階として大理遠征が決定された。

## 経緯
クビライを中心とする遠征軍はドロン・ノールに本拠地をおき、1253年10月に東チベットを経由して大理への遠征を開始した。クビライらはモンゴル帝国軍伝統の三軍編成をとり、スブタイの子のウリヤンカダイが西路を、チャクラとエジルが東路を、そしてクビライ自身が中央路から南下して大理国に攻め込んだが、その作戦は非常に困難なものとなった。
雲南地方は多くの川・谷を持つ非常に複雑な地形である上、雲南の亜熱帯気候は寒冷な気候に育ったモンゴル兵を苦しめた。記録では華北から連れてきた四十万頭の軍馬はほとんどが失われ、兵士は八割近くが疫病にかかり倒れたといわれる。
大理国内の諸勢力もモンゴル帝国に抗戦するか否かで二派に別れ、摩些詔（現代のナシ族）の豪族の阿琮阿良（後の木氏の祖）などはいち早く恭順の意を表してモンゴル軍の金沙江の渡河を助け、後にモンゴル帝国に麗江を支配する土司に任命された。ようやく首都の大理に到着したクビライは部下に殺戮を厳禁させた上で大理に対し降伏勧告を出し（『集史』ではクビライの漢人ブレーンの一人の姚枢が北宋の太祖の部将の曹彬が南唐を無血開城させたことを故事にひいた進言があったといわれる）、1254年に大理国はモンゴル帝国に降伏した。
当時の国王段興智は一旦昆明に逃亡した後に捕らえられたが、モンケによって南詔以来の「摩訶羅嵯（マハーラージャ）」の称号を与えられて大理総管に任ぜられ、雲南西部の統治に関わり続けた。また、段氏は旧大理国内で「爨僰軍」と呼ばれる部隊を編成し、ベトナムへの侵攻やビルマのパガン王国との戦いにもモンゴル軍の一部として参加することとなる。
このように多大な犠牲を払って雲南を征服したモンゴル軍であったが、当時雲南は世界有数の金・銀の産地であったこと、また南宋を攻める上で絶好の戦略的位置にあることなどから軍事・経済を重視するモンゴル帝国にとって大理国の屈服はそれに見合うだけの意味を持った。

## 影響
一旦この地を制圧した後、クビライは副将格であるウリヤンカダイに後事を委ね、1254年末には金蓮川に戻った。しかし、このクビライの慎重すぎる行動はカアンのモンケの疑惑を生みクビライは一時更迭されることとなる。
1257年にはモンゴルのベトナム侵攻が始まった。また、1238年にタイ民族の指導者のシーインタラーティットがラヴォ王国からの独立を宣言していたが、この戦いでタイ族はモンゴル軍に協力し、1257年にスコータイ王国を、1259年にラーンナー王国を建国した。
しかし、1259年の釣魚城の戦いの陣中でモンケが死去すると、帝位継承戦争が勃発し、クビライが勝利してカアンとなった。一方クビライは大理国の地を庶子であるフゲチ（忽哥赤）に与え、フゲチは二小王国の内の一つ雲南王国（後の梁王国）を形成しモンゴル帝国に服属した。この支配は明によって滅ぼされるまで続いた。
この戦いの結果、モンゴル帝国とパガン王国は国境を接するようになると、クビライは入貢と臣従を求め使者をパガン王国に送った。しかし、モンゴル帝国が南宋との襄陽・樊城の戦い（1268年-1273年）で苦戦すると、1273年にナラティーハパテの命で使者は惨殺され、モンゴル側に内通する金歯族の粛正を始めた。これを口実に、モンゴルのビルマ侵攻（1277年-1287年）が始まった。
雲南の地は明・清の領有下におかれ中華帝国の領土の一部となったため、その意味で雲南の歴史においては非常に深い影響を残す遠征となった。